# Братья Франк
Братья Франк — Максимилиан Леонтьевич и Адольф Леонтьевич — жившие в Российской империи прусские подданные, российские стекольные промышленники конца XIX и начала XX века, владельцы Торгового дома «М. Франкъ и К°», основанного в Санкт-Петербурге в 1902 году. К началу Первой мировой войны братья владели несколькими стекольными производственными предприятиям и магазинами в Петербурге, Москве и в уездах, а также стекольно-художественной мастерской и другими предприятиями. В начале XX века их фирму называли «стекольной империей Франков».

## Предпринимательская деятельность
Максимилиан Леонтьевич Франк, старший из двух братьев к 1894 году был совладельцем созданного в 1864 году Максимилианом Эрленбахом в Москве Торгового дома «М. Эрленбах и К°». На момент создания Эрленбахом предприятие владело стекольным и зеркальным заводами Роккала-Коскис в Финляндии, ввозило стекло и торговало им в России.
В 1888 году в Санкт-Петербурге на Васильевском острове по адресу «22-я линия Васильевского острова, дом № 3» Торговым домом «М. Эрленбах и К°» была построена стекольная фабрика, что избавило Торговый дом от зависимости от работы финских фабрик. Контора торгового дома переехала из Москвы в Петербург. В дальнейшем при этой фабрике были созданы отделочные и художественная мастерские.
В 1894 году Максимилиан и Адольф Франки вместе с Максимилианом Эрленбахом создали Северное стекольно-промышленное общество, которое получило активы и контракты Торгового дома «М. Эрленбах и К°».
В 1898 году Северное стекольно-промышленное общество построило фабрику по производству стекла на 21-й линии Васильевского острова, дом № 6. Там же были организованы мастерские по обработки стекла и производству зеркал и располагался склад готовой продукции. На этом и соседнем участке (22-я линия Васильевского острова, дом № 3) в 1899–1901 годах были построены 4 склада (архитектор А. К. Гаммерштедт), а в 1903 году — производственный комплекс, в том числе большая фабрика зеркал (архитектор Н. А. Горностаев).
В 1900-х годах Северное стекольно-промышленное общество было крупнейшим производителем оконного и зеркального стекла в России, а крупнейшим торговцем стеклом и изделиями из него — Торговый дом «М. Франк и К°».
В 1900 году в стране возник кризис перепроизводства зеркального стекла, и дела у Северного стекольно-промышленного общества шли плохо.
В 1901 году братья Франк основали Акционерное Общество для продажи изделий русских зеркальных заводов.
В том же году крупные производители зеркального стекла договорились о единой цене на зеркальное стекло и о закрытии двух заводов, чтобы снизить его предложение на рынке, а оставшиеся заводы поставляли продукцию партнёрам по соглашению по цене чуть выше себестоимости.
В 1902 году Максимилиан и Адольф Франки основали торговый дом «М. Франк и К°», которое взяло в аренду все магазины Северного стекольно-промышленного общества и получило от нуже заключенные им контракты. 
В результате в начале 1900-х годов рынок стекла в Санкт-Петербурге распределился так: преобладающая доля производства велась на заводах Северного стекольно-промышленного общества, а крупнейшим торговцем стеклом стал Торговый дом «М. Франк и К°». Отделения торгового дома были в Москве, Харькове, Ростове-на-Дону и на Нижегородской ярмарке.

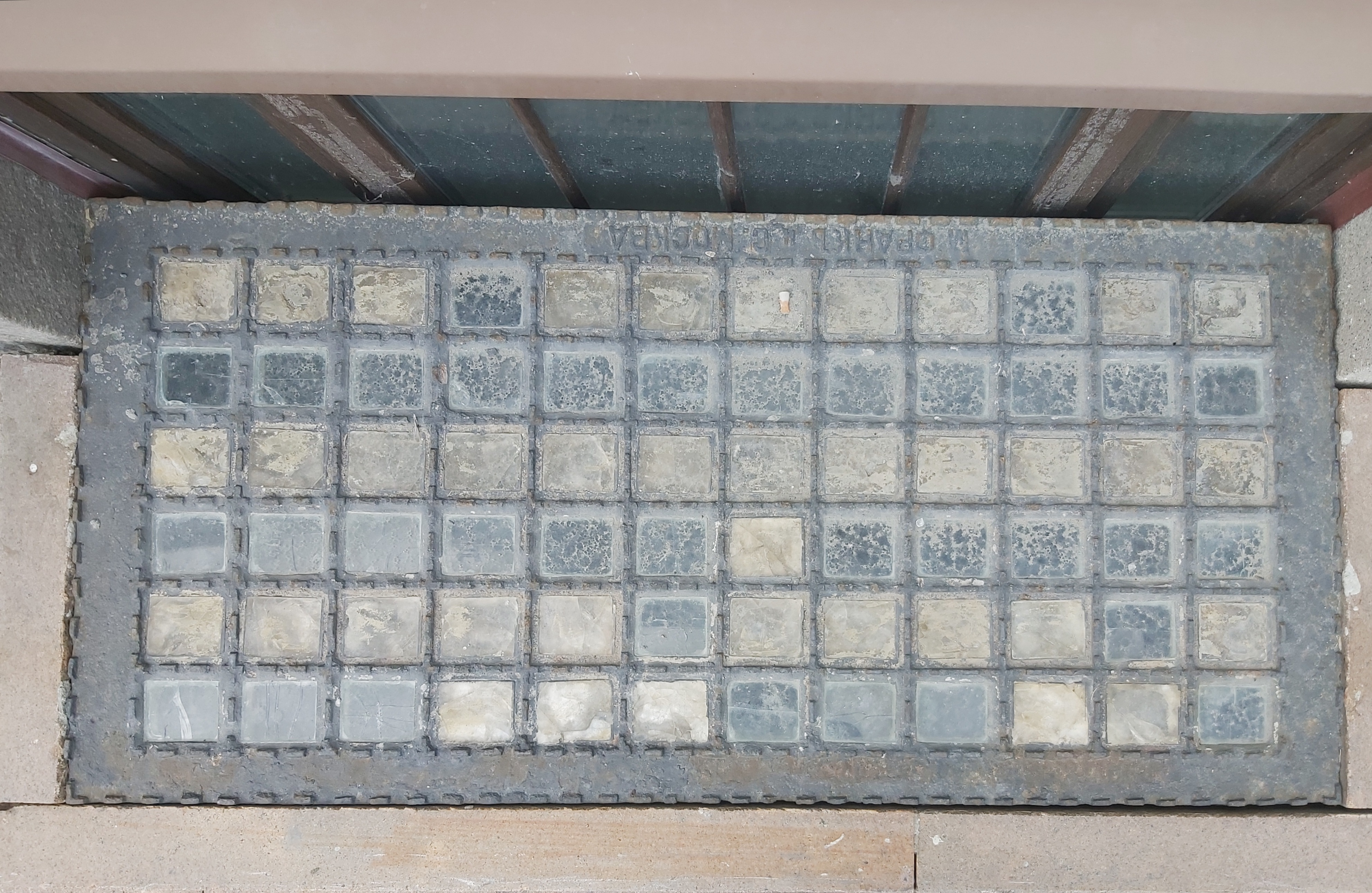
Осветительные панели с призмами, вставленные в тротуар над приямками полуподвальных окон современного музея Эрмитаж-Урал в Екатеринбурге, были изготовлены на стекольном заводе торгового дома «М. Франк и К°».

В 1906 году М. Л. Франк арендовал большой участок земли у крестьян села Никольского Никольской волости Шлиссельбургского уезда Санкт-Петербургской губернии, вблизи железнодорожной станции Саблино и судоходной реки Тосно, на котором архитектор В. В. Шауб построил в 1906–1909 годах стекольный завод для семейного предприятия Франков. Сырьём для производства прессованного стекла, ранее ввозимого из Финляндии, был местный песок, добыча которого была организована выше по течению реки (до нашего времен сохранилась часть штолен тех выработок). Рядом с заводом возвели дачу Франков, а на территории завода — жилые дома директоров и рабочих, гончарную мастерскую, школу для детей рабочих.
В 1911 году братья Франк учредили Санкт-Петербургское стекольно-промышленное акционерное общество, в которое вошёл и Торговый дом «М. Франк и К°».
Продукция стекольных предприятий Северного стекольно-промышленного общества и Торгового дома «М. Франк и К» выставлялась на промышленных и художественных выставках:
- в 1896 году на выставке в Нижнем Новгороде, тогда Северное стекольно-промышленное общество получило звание «Поставщик Двора Его Императорского Величества»[2];
- в 1900 году на Выставке строительных материалов и принадлежностей строительного дела в Императорской Академии художеств во время III съезда русских зодчих[3];
- в 1900 году на Парижской выставке, где Общество получило Grand Prix и Большую золотую медаль[2];
- в 1901 году на международной выставке в Глазго, там Общество получило почетный диплом[2];
- в 1908 году на Международной строительной выставке в Петербурге[3].

В начале XX века семья Франков владела земельными участками и зданиями на 20, 21 и 22 линиях Васильевского острова, некоторые из участков были смежные, что позволило эффективно их застроить. ТАкже для предприятия братьев было плюсом соседство с Горным институтом (21 линия В.О., дом 2). Их адреса:
- 20-я линия Васильевского острова, дом № 13 (художественные мастерские и доходный дом П. Г. Франк)[4][3];
- 21-я линия Васильевского острова, дом № 8а[3];
- 21-я линия Васильевского острова, дом № 8[3];
- сквозной участок между 21 и 22 линиями Васильевского острова — 21-я линия В.О., дом № 6 и 22-я линия В.О., дом № 3[3].

Семья Франк также владела торговым предприятием «П. Франк и К°» — оно фактически принадлежало Паулине Германовне Франк, жене Адольфа Леонтьевича. Через Ротенберга, племянника А. и М. Франков, они владели магазином Бъёрклунда. Также семья фактически владела магазином Корнеева, в котором торговал Анелин.
Суммарно, семья Франк контролировала крупнейшие российские стекольные концерны: Московское стеклопромышленное общество, финляндское Роккальское общество, Петербургское стекольно-промышленное общество (с 1914 года переименовано в Петроградское).
После Октябрьской революции предприятия братьев Франк были национализированы — в 1918 году вышел декрет Совета Народных Комиссаров «О национализации крупнейших предприятий ряда отраслей промышленности…», по которому предприятия с капиталом больше 500 тысяч рублей подлежали национализации.
В 1921 году на территориях участков между 20 и 22 линиями Васильевского острова, до Октябрьской революции принадлежавших Франкам, расположился Всесоюзный научно-исследовательский и проектный институт механической обработки полезных ископаемых, созданный в 1920 году.

## Семья
Максимилиан Леонтьевич — старший, Адольф Леонтьевич — младший из двух братьев.

Паулина Германовна Франк — жена Адольфа Леонтьевича Франка, владелица доходного дома, построенного архитектором П. Ю. Сюзором в 1904 году по адресу: 20-я линия Васильевского острова, дом 13.
Адольф и Паулина с 1900 года жили в особняке по адресу «21-я линия Васильевского острова, дом № 8а», построенном в 1898–1900 годах архитектором нижнесаксонского происхождения В. В. Шаубом (этот дом был построен на соседнем со стекольной фабрикой участке).
В 1920 году Франки эмигрировали, предположительно, в Бельгию.
В советское время на бывших заводах Франков продолжалось изготовление бемского оконного стекла. Стекольный завод у станции Саблино в конце 1920-х получил имя революционера А. Е. Бадаева, советского государственного и партийного деятеля. Производственные корпуса саблинского завода были разрушены во время Великой Отечественной войны.

## След в культуре
Художественная мастерская на Васильевском острове специализировалась на изготовлении витражей и другой художественной продукции из стекла. Работы, выполненные её стекольными мастерами, стали памятниками русской художественной промышленности начала XX века. Продукция мастерской имеется во многих старых петербургских домах, например, витраж с пейзажем в особняке Н. Н. Башкирова в Санкт-Петербурге на Кирилловской улице, дом 4 и подписной витраж в особняке М. В. Зива на Рижском проспекте, дом 29.
В художественной мастерской по эскизу художника В. И. Быстренина было изготовлено панно «Петр Великий», которое демонстрировалось в 1908 году на петербургской Международной строительной выставке. Там же по эскизу 1899 года немецкого витражиста Йозефа Голлера (нем. Josef Goller) был изготовлен оконный витраж «Танцующие женщины» (не сохранился, остался на фотографиях). В 1901 году мастерская сделала большой витраж «Святая Цецилия» для фойе Большого зала Московской консерватории. Этот витраж был разрушен во время Великой Отечественной войны и в 2010 году восстановлен.
Особняк Франка-младшего является образцом архитектуры эпохи модерна. В его внутреннем интерьере использованы художественные витражи собственного производства Франков.
Братья Франк владели одной из самых крупных и успешных витражных мастерских дореволюционной России и, хотя Максимилиан и Адольф сами не являлись мастерами стекольного дела, их имена остались в истории российского витражного искусства.